# Шишкін Віктор Максимович
Ві́ктор Макси́мович Ши́шкін (рос. Шишкин Виктор Максимович, нар. 8 лютого 1955, Єкатеринбург) — радянський футболіст, захисник. По завершенні ігрової кар'єри — футбольний тренер.
Як гравець насамперед відомий виступами за клуби «Локомотив» (Москва) та «Динамо» (Мінськ).

## Клубна кар'єра
У дорослому футболі дебютував 1973 року виступами за команду «Уралець» (Нижній Тагіл), в якій провів 5 матчів у чемпіонаті.
Згодом з 1974 по 1979 рік грав у складіклубів «Уралмаш» та «Динамо» (Мінськ).
Своєю грою за останню команду привернув увагу представників тренерського штабу клубу «Локомотив» (Москва), до складу якого приєднався 1979 року. Відіграв за московських залізничників наступні два сезони своєї ігрової кар'єри. Більшість часу, проведеного у складі московського «Локомотива», був основним гравцем захисту команди.
Чотири сезони провів у мінському «Динамо», в 1982 році здобув титул чемпіона країни.
Протягом 1986–1988 років захищав кольори клубів «Локомотив» (Москва) та «Геолог» (Тюмень).
Завершив професійну ігрову кар'єру у нижчоліговому клубі «Уралмаш», у складі якого вже виступав раніше. Прийшов до команди 1989 року, захищав її кольори до припинення виступів на професійному рівні у 1991.

## Виступи за збірну
У 1984 році провів один офіційний матч у складі національної збірної СРСР.

## Кар'єра тренера
Розпочав тренерську кар'єру відразу ж по завершенні кар'єри гравця, 1991 року, увійшовши до тренерського штабу клубу «Уралмаш».
Наразі останнім місцем тренерської роботи був клуб «Уралмаш», команду якого Віктор Шишкін очолював як головний тренер до 1994 року.

## Досягнення
- Чемпіон СРСР (1): 1982